# Narvanchochi
Narvanchochi (georgiska: ნარვანხოხი) är ett berg i Georgien. Det ligger i den norra delen av landet, i regionen Mtscheta-Mtianeti. Toppen på Narvanchochi är 3 248 meter över havet. Närmaste större samhälle är Gudauri, 11 km åt öster.